# ウジェーヌ・ヴォロ
ウジェーヌ・ギュスターヴ・ヴォロ（Eugène Gustave Vaulot, 1923年6月1日 - 1945年5月2日）は、第二次世界大戦期ドイツ国（ナチス・ドイツ）の国防軍（陸軍・海軍）と武装親衛隊に所属したフランス人義勇兵。1945年4月末のベルリン市街戦に参加した武装親衛隊フランス人義勇兵の中でソビエト赤軍戦車を最も多く撃破し、フランス人初の騎士鉄十字章受章者となった。

1941年下旬から1943年初旬まではドイツ陸軍のフランス人義勇兵部隊「反共フランス義勇軍団」（LVF：ドイツ陸軍第638歩兵連隊）に所属し、東部戦線での戦功によって二級鉄十字章を受章。1944年5月からはドイツ海軍（Kriegsmarine）に所属していたが、1944年9月、再編成に伴って武装親衛隊（Waffen-SS）へ移籍した。

第33SS所属武装擲弾兵師団「シャルルマーニュ」（33. Waffen-Grenadier-Division der SS „Charlemagne”）では師団司令部直属エリート歩兵中隊「名誉中隊」（Compagnie d'Honneur）の第2小隊長を務め、1945年2月下旬の東部戦線・ポメラニアへ出陣。2月25日午後、エルゼナウ（Elsenau、現オルシャノボ(Olszanowo)）の戦いで「シャルルマーニュ」師団司令部に迫った赤軍戦車部隊のうち、IS-2（スターリン重戦車）を含む2輌の赤軍戦車を撃破した（一級鉄十字章受章）。

独ソ戦の最終局面である1945年4月末、「シャルルマーニュ」師団の生存者の中で戦闘継続を希望した約300名の将兵の1人となり、「フランスSS突撃大隊」（Französische SS-Sturmbataillon）に配属された「戦術学校」（Kampfschule）（旧称：名誉中隊）の第6分隊長（6. Truppführer）としてベルリン市街戦に参加。市街戦中にパンツァーファウストを用いた近接戦闘で赤軍戦車を合計8輌撃破した功績により、1945年4月29日、フランス人として初めて騎士鉄十字章を受章した。最終階級はSS所属武装伍長（Waffen-Unterscharführer der SS）。
他の日本語表記として、ウジェーヌ・ヴァンロー、コージューヌ・ヴーロー、ファウロートがある。

## 第二次世界大戦初期～後期

### ドイツ陸軍反共フランス義勇軍団
1923年6月1日、ウジェーヌ・ヴォロはフランス共和国の首都パリ（Paris）に生まれた。
成長後は配管工として働いていたが、独ソ戦開始後の1941年夏、ドイツ国防軍陸軍の指揮下で共産主義（ソビエト連邦）と戦うフランス人義勇兵部隊「反共フランス義勇軍団」（Légion des Volontaires Français contre le bolchevisme (LVF)）がヴィシー政権期フランス国内で創設されると、当時18歳のヴォロもこれに志願し、1941年下旬に入隊した。
1942年から1943年にかけて、ヴォロは反共フランス義勇軍団（ドイツ陸軍第638歩兵連隊）第Ⅰ大隊第1中隊の一員として東部戦線に従軍した。その間の戦功によってヴォロは下士官に昇進し、1942年秋には東部戦線従軍記章（Ostmedaille）を受章し、併せて二級鉄十字章も受章した。
その後の1943年初旬、戦傷が原因でヴォロは反共フランス義勇軍団を除隊し、フランスへ帰国した。

### ドイツ海軍第28海軍基幹（訓練）大隊
反共フランス義勇軍団を除隊して東部戦線（ロシア）からフランスへ帰国した後、ウジェーヌ・ヴォロは民間人としての生活に戻った。
しかし、「ヨーロッパの運命がどうなるか分からない」（ナチス・ドイツとソビエト連邦のどちらが戦争に勝利するか分からない）状況での暮らしに満足できなかったヴォロは再び義勇兵になることを選び、1944年5月3日、カルヴァドス県カーンでドイツ海軍へ志願入隊した。
入隊後、1944年5月～6月の間にヴォロは他のドイツ海軍フランス人義勇兵と同様にアルザス・ゼンハイム親衛隊訓練施設（SS-Ausbildungslager Sennheim）駐屯中のドイツ海軍第28海軍基幹（訓練）大隊（Schiffsstammabteilung 28）第6中隊に配属され、6～8週間に渡る過酷な訓練（肉体鍛錬・基本教練）を受けた。
ゼンハイムでの訓練期間終了後の1944年7月1日、訓練の次の段階へ進むために第6中隊はドイツ西部の都市デュースブルクへ送られた。ここで第6中隊は名称を「第2中隊」に変更され、ドイツ海軍フランス人義勇兵たちは数ヶ月間に渡って武器教練、海軍の専門訓練、湖や河川におけるボート操作訓練を受けた。

なお、ドイツ海軍時代にウジェーヌ・ヴォロは次のフランス人義勇兵と知己の仲になった。

- フランソワ・アポロ（François Appolot）

　元フランス陸軍第28要塞歩兵連隊（28ème RIF）の上級軍曹であり、1940年6月、フランスの戦いでドイツ軍の捕虜となった。1942年末、ナチス・ドイツの外国人労働者になることを選んで捕虜収容所から釈放され、後に東プロイセンのドイツの軍港（ピラウ、ケーニヒスベルク）で働いていた時に諸事情によってドイツ海軍へ入隊した。

- ロベール・スーラ（Robert Soulat）

　元フランス陸軍第24チュニジア狙撃兵連隊（24ème RTT）の伍長。フランスの戦いの最中の1940年5月19日から20日にかけての夜、ノール県ヴァランシエンヌ～カンブレー間の地区を奇襲したドイツ陸軍第7装甲師団（7. Panzer-Division：エルヴィン・ロンメル少将の部隊）の捕虜となった。
　1943年初旬に捕虜収容所から釈放された後はナチス・ドイツ占領下のフランスへ帰国し、フランス国内のトート機関（Organisation Todt）で働いていたが、1944年5月15日にカーンでドイツ海軍へ志願入隊。まったく泳ぐことができない（いわゆるカナヅチ）にもかかわらずドイツ「海軍」へ志願入隊した変わり者であったが、ドイツ語の読み書き・会話能力は極めて優秀。

- ピエール・スリエ（Pierre Soulier）

　1943年にトート機関労働者警備隊「シュッツコマンド」（Schutzkommando (SK) / Organisation Todt）へ参加し、東部戦線（ロシア）で数ヶ月間勤務していたフランス人。1944年初旬にドイツ海軍へ志願入隊した。

## 1944年9月　武装親衛隊への移籍
1944年9月、ドイツ陸軍・ドイツ海軍・武装親衛隊・その他の組織に所属するフランス人義勇兵の再編・統合に伴い、ドイツ海軍フランス人義勇兵は1944年9月16日付で武装親衛隊の新設のフランス人義勇兵旅団（後の第33SS所属武装擲弾兵師団「シャルルマーニュ」）へ移籍した。これによってウジェーヌ・ヴォロも武装親衛隊へ移籍し、正確な日付は不明であるがSS所属武装伍長（Waffen-Unterscharführer der SS）に任官した。

### SS所属武装擲弾兵旅団「シャルルマーニュ」警備・訓練中隊
1944年9月末から10月初旬にかけて、フランスSS部隊総監グスタフ・クルケンベルクSS少将（SS-Brigf. Gustav Krukenberg）はSS所属武装擲弾兵旅団「シャルルマーニュ」の将兵の模範となるべきエリート歩兵部隊として、旅団のドイツ人部署であるフランスSS部隊査察部（Inspektion der Französischen SS-Verbänd）に「警備・訓練中隊」（Wach-und Ausbildungskompanie）を創設した。
初代中隊長クリスティアン・マルトレSS義勇連隊付上級士官候補生（SS-Frw. StdObJu. Christian Martrès：1944年11月9日付でSS義勇少尉任官）の下、創設当初の警備・訓練中隊は30名編成の小隊3個で構成されていた。そのうち2個小隊はドイツ海軍第28海軍基幹（訓練）大隊第2中隊出身のフランス人義勇兵で構成されており、第1小隊長はフランソワ・アポロ武装曹長（W-Oscha. François Appolot）が務め、ウジェーヌ・ヴォロ武装伍長は第2小隊長を務めた。
この時期、ヴォロは中隊長マルトレSS義勇連隊付上級士官候補生に気に入られて曹長（Oberscharführer）への昇進推薦を受けたが、この推薦はフランスSS部隊査察部によって却下された。
1944年11月初旬（11月9日から数日後）、第5SS装甲師団「ヴィーキング」出身の歴戦のドイツ人将校ヴィルヘルム・ヴェーバーSS中尉（SS-Ostuf. Wilhelm Weber）が警備・訓練中隊に着任した。初代中隊長クリスティアン・マルトレSS義勇少尉はヴェーバーSS中尉との衝突・対立が原因で第57SS所属武装擲弾兵連隊本部へ転属となり、以後の警備・訓練中隊は新たな中隊長ヴェーバーSS中尉の過酷な訓練プログラムによって徹底的に鍛え上げられた。

## 1945年2月下旬　ポメラニア戦線
1945年2月下旬、ウジェーヌ・ヴォロ武装伍長は第33SS所属武装擲弾兵師団「シャルルマーニュ」（33. Waffen-Grenadier-Division der SS „Charlemagne”）師団司令部直属エリート歩兵中隊「名誉中隊」（Compagnie d'Honneur）（旧称：警備・訓練中隊）の第2小隊長として東部戦線のポメラニアへ出陣した。

### 2月25日　エルゼナウの戦い
1945年2月25日、「シャルルマーニュ」師団はハマーシュタイン（Hammerstein、現ツァルネ(Czarne)）～ベーレンヴァルデ（Bärenwalde、現ビンチェ(Bińcze)）間の鉄道線路に沿って防衛線を敷いた。しかし、重装備（戦車・榴弾砲）も支援も予備兵力も無い状態でソビエト赤軍の猛攻を防ぐことは不可能であった。数時間の激戦の後、防衛線を突破した赤軍は攻撃の矛先を「シャルルマーニュ」師団司令部が置かれているエルゼナウ（Elsenau、現オルシャノボ(Olszanowo)）に向けた。
この時、ヴィルヘルム・ヴェーバーSS中尉が指揮を執る名誉中隊はエルゼナウ村の外周に布陣し、赤軍の来襲に備えた。やがて14輌の赤軍戦車がエルゼナウへ迫ると、ヴェーバーSS中尉がドイツ国防軍部隊から借り受けていた1門の対戦車砲が先頭戦車を撃破し、後続戦車の進路を塞いだ。パンツァーファウストを手にしたフランス兵は散開し、次々と後続戦車を撃破していった。
しかし、その後も大量に押し寄せる赤軍戦車と歩兵部隊によって名誉中隊は多数の死傷者を出した。全滅を回避するために、ヴェーバーSS中尉と名誉中隊はエルゼナウまで後退を開始した。
再び赤軍戦車が迫ったが、中隊長ヴェーバーSS中尉をはじめとする名誉中隊の生存者は奮戦し、多数のT-34を撃破した。ヴォロの戦友ピエール・スリエ武装伍長（W-Uscha. Pierre Soulier）は防衛線を突破した1輌をテラーミーネ（Teller mine：対戦車地雷）で撃破し、午後4時15分にパンツァーファウストを用いて2輌目を、数分後に3輌目を仕留めた。スリエがパンツァーファウストを補給するために中隊指揮所まで戻ってきた時、ヴェーバーSS中尉は自身の一級鉄十字章を取り外してスリエの軍服に取り付けた。
第1小隊長フランソワ・アポロ武装曹長とフォントネー武装上等兵（W-Strmm. Fontenay）はそれぞれ2輌の敵戦車を撃破した。20歳の元学生ジャン・ウダン（Jean Oudin）は1輌目を攻撃した際に負傷したが後送を拒否して戦い続け、2輌目を仕留め損ねた際に戦死した。この時、第2小隊長ウジェーヌ・ヴォロ武装伍長は敵戦車1輌を撃破していた。
そのような状況の中、1輌のIS-2（スターリン重戦車）が出現した。しかし、故障のためか同戦車は歩兵の援護下で停車した。スリエとヴォロは匍匐前進で近付き、突撃銃の掃射を浴びせて戦車の周りの赤軍兵を追い散らした。やがてスリエとヴォロの戦友デュピュア（Dupuis）、ギャロ（Garrot）、シェニッツ（Schenitz）も戦闘騒音を耳にして集まり、彼らはスターリン重戦車を包囲した。スターリン重戦車は機銃を掃射してフランス兵を塹壕に釘付けにしたが、ヴォロが発射したパンツァーファウストの弾頭が直撃し、松明のごとく炎上した。
その後、ヴォロたちは重傷を負ったシェニッツ（スターリン重戦車を狙った友軍の銃撃の跳弾が命中）を引きずって中隊に帰還した（シェニッツは数分後に救護所で死亡）。スターリン重戦車を撃破したヴォロのためにヴェーバーSS中尉が授与できる勲章は無かったが、撃墜された後に地上で「シャルルマーニュ」師団名誉中隊と肩を並べて戦い、赤軍戦車を2輌撃破していた1人のドイツ空軍戦闘機パイロットが自身の一級鉄十字章をヴォロに授与した。
1945年2月25日午後5時30分、この時点においてエルゼナウで撃破された赤軍戦車は19輌を数えたが、そのうち17輌は「シャルルマーニュ」師団名誉中隊が多大な犠牲を払いつつ撃破したものであった。ヴォロの戦友ピエール・スリエ武装伍長は5輌目の敵戦車を攻撃する際に、カミーユ・ルーヴルSS義勇上等兵（SS-Frw. Strmm. Camille Rouvre）は3輌目を撃破した時にそれぞれ戦死し、第1小隊長フランソワ・アポロ武装曹長は2度負傷して後送された。ヴォロをはじめ、これら「戦車殺し」の多くの者がドイツ海軍出身の武装親衛隊フランス人義勇兵であった。

### ポメラニア戦線撤退
しかし、名誉中隊の奮戦も甲斐なく、「シャルルマーニュ」師団は1945年2月25日午後遅くにハマーシュタイン、翌26日にノイシュテッティン（Neustettin、現シュチェチネク(Szczecinek)）まで後退した。
ウジェーヌ・ヴォロ武装伍長が所属する名誉中隊はエルゼナウの戦いで損害を被ったため、師団本隊に先んじてポメラニア戦線から引き揚げられた。エルゼナウの戦いの後、中隊はバルト海沿岸部の都市コールベルク（Kolberg、現コウォブジェク(Kołobrzeg)）に到達し、その後は鉄道でグライフェンベルク（Greifenberg、現グリフィツェ(Gryfice)）に移動、3月8日にドイツ北部の都市アンクラム（Anklam）へ到着した。

## 1945年4月　ベルリン市街戦

### 戦術学校
大損害を被ってポメラニア戦線から撤退した「シャルルマーニュ」師団の生存者は、1945年3月中旬から4月中旬の間にドイツ北部地域で1個連隊としての再編成に着手した。これに伴ってウジェーヌ・ヴォロ武装伍長が所属する名誉中隊は「戦術学校」（Kampfschule）と名称を改め、一兵卒に至るまで戦闘継続を希望した戦術学校には再編後の「シャルルマーニュ」師団（連隊）内で最初に迷彩服が支給された。
1945年4月24日、「シャルルマーニュ」師団（連隊）の生存者の中で戦闘継続を希望した約300名の将兵から成る「フランスSS突撃大隊」（Französische SS-Sturmbataillon）が、ソビエト赤軍に包囲されているドイツ国首都ベルリン（Berlin）へ出発した。この時、ウジェーヌ・ヴォロはヴィルヘルム・ヴェーバーSS中尉が指揮を執る戦術学校の第6分隊長（6. Truppführer）としてベルリンへ向かった。

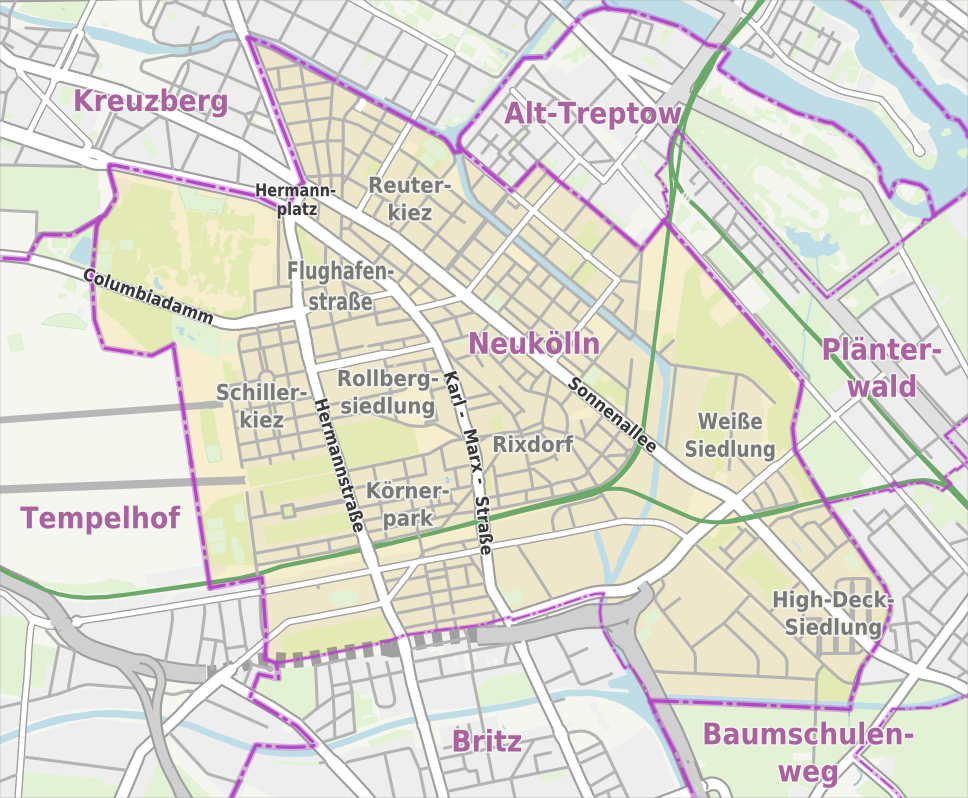
ベルリン・ノイケルン区の地図

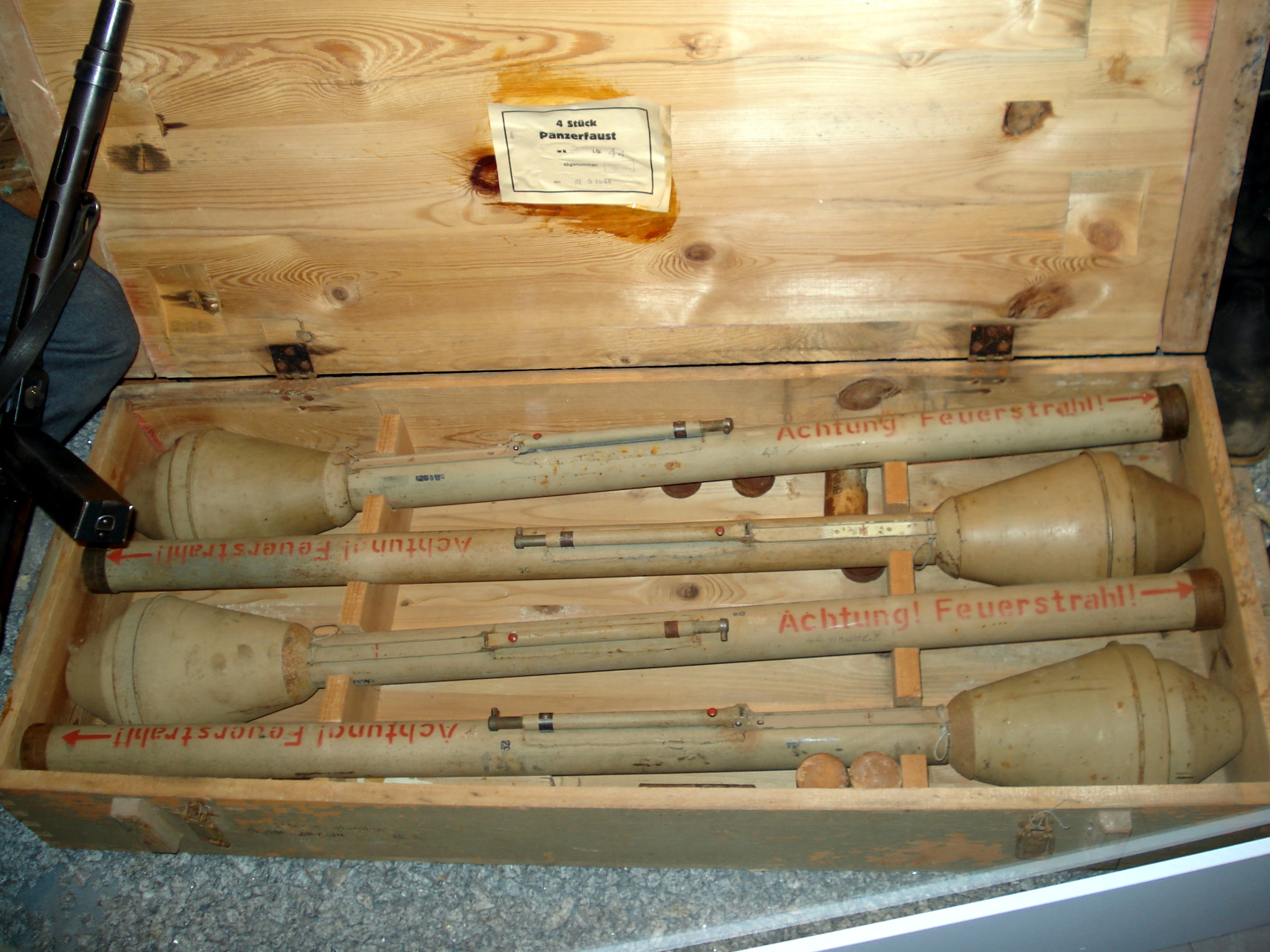
パンツァーファウスト

1945年4月26日、ノイケルンの戦いで戦術学校はフランスSS突撃大隊の予備兵力としてテンペルホーフ空港からさほど離れていないヘルマン広場（Hermannplatz）に展開した。
この日の終わりまでにフランスSS突撃大隊はノイケルンで14輌のT-34を撃破したが、このうち2輌はヴォロが撃破した戦車であった。パンツァーファウストを用いた対戦車戦闘の達人であるヴォロは、戦友たちから「ゲヘナ」（Gégène：焦熱地獄）、または賞賛と若干の嫉妬交じりに「ル・シャンピオン・デュ・パンツァーファウスト」（Le champion du Panzerfaust）という渾名で呼ばれていた。

### 1945年4月29日　騎士鉄十字章受章
1945年4月29日早朝、この日までにベルリンで（26日にノイケルンで撃破した2輌のT-34含む）4輌の赤軍戦車を撃破したウジェーヌ・ヴォロ武装伍長は、戦術学校指揮官のヴィルヘルム・ヴェーバーSS中尉に紹介されてフランスSS突撃大隊指揮官アンリ・フネSS義勇大尉（SS-Frw. Hstuf. Henri Fenet）と対面した。この時、ヴォロは戦友のロジェ・アルベール＝ブリュネSS義勇伍長（SS-Frw. Uscha. Roger Albert-Brunet：フネの部下の1人で、4月29日朝までにベルリンで赤軍戦車3輌撃破）と共に敵戦車の撃破数を競っていた。
それから24時間も経たないうちにヴォロはベルリン「Z」地区（官庁街）において総統官邸目指して進撃する赤軍戦車をさらに4輌撃破し、ベルリン市街戦での個人戦車撃破記録を8輌に伸ばした。これを知った「ノルトラント」師団長グスタフ・クルケンベルクSS少将（ベルリン到着後、「ノルトラント」師団長に就任）は、ヴォロを騎士鉄十字章受章候補に推薦した。

1945年4月29日午後、ベルリン地下鉄市中央駅（U-Bahnhof Stadtmitte）構内においてクルケンベルクは「短いローソクのゆらめく光のなかで」、「フランス人初の騎士鉄十字章受章者となることに喜びを隠せない」ウジェーヌ・ヴォロ武装伍長に騎士鉄十字章を授与した。授章式にはクルケンベルクの側近とヴォロの戦友たちも居合わせており、クルケンベルクはフランス語で短い演説を催し、ヴォロを褒め称えた。
そしてヴォロの周りには戦友たちが集まり、騎士鉄十字章を佩用したこの若いパリジャンを大いに祝福した。授章式の後、ヴォロは戦友のピエール・ロスタン武装上級曹長（W-Hscha. Pierre Rostaing：フランスSS突撃大隊第3中隊長）に対して次のように言った。
| 「 | この勲章を手に入れる、その願いだけで俺は戦ってきた。それが果たされた今、俺はもう死んでもいい。 （J'ai combattu avec un unique désir : gagner cette décoration. Maintenant c'est fait. Je peux mourir.） | 」 |

かくして念願の騎士鉄十字章を手に入れたヴォロ武装伍長であったが、この騎士鉄十字章受章者に新たな命令が与えられた。それは斥候班を率いてホテル・カイザーホーフに向かい、クルケンベルクの司令部で用いるテーブルリネンを探せというものであった。
赤軍が周囲一帯を砲撃している中、地下鉄駅から地上に出た斥候班はホテルの廃墟に向かって全力で走り始めた。途中で上等兵1名が迫撃砲によって負傷して地下室に運ばれた（彼は3日後に捕虜となった）が、任務は続けられた。ホテルの廃墟から出て戻ってきた斥候班は大量のテーブルナプキンをクルケンベルクに届けたが、同時に持ち帰った上物のワインボトル数本はクルケンベルクに見つからぬようにしていた。

### 1945年5月2日　最期
ベルリン市街戦の最終局面である1945年5月1日から2日にかけての夜、ウジェーヌ・ヴォロ武装伍長は「ノルトラント」師団長グスタフ・クルケンベルクSS少将が主導するベルリン北部（北西部）方面への脱出計画に参加した。
シュプレー川を渡る際、クルケンベルクはベルリン出身で地理に明るい2名の将校を偵察として先発させたが、彼らは戻ってこなかった。そのため5月2日午前3時、クルケンベルクはフランス人義勇兵を率いて自ら偵察に向かった。クルケンベルク一行はシャリテ病院を通過しようとしたが、院長がソビエト赤軍の指揮下に入ることに同意して同病院は中立地帯と化していたため、彼らは行き先をショセー通り（Chausseestraße）に変更した。やがてクルケンベルク一行のもとに、前任の「ノルトラント」師団長ヨアヒム・ツィーグラーSS少将（SS-Brigf. Joachim Ziegler）と「ノルトラント」師団の一部の将兵が合流した。これによってクルケンベルクのグループはヴォロも含め、騎士鉄十字章受章者が4人もしくは5人いる状況になった。
その後、クルケンベルクと共にシュプレー川を渡った者たちは小隊規模のいくつかのグループに分かれた。そのグループの1つはヴィルヘルム・ヴェーバーSS中尉、フランソワ・アポロとヴォロを含む12名ほどのフランス人義勇兵、ドイツ人SS兵士とスカンディナヴィア人義勇兵から成っていた。西を目指して進む彼らのグループには2輌のティーガー重戦車が随伴していた。
しかし、ティーアガルテンまで辿り着いた彼らはシャルロッテンブルクへ続く道を塞ぐ赤軍の強固な抵抗に遭遇した。この戦闘でティーガー戦車2輌は敵陣の突破に成功したが、ウジェーヌ・ヴォロ武装伍長は赤軍狙撃兵の銃弾（頭部命中）によって命を落とした。満21歳没。

## キャリア

### 党員・隊員番号
- ナチス党員番号（NSDAP-Nr.）：無し
- 親衛隊隊員番号（SS-Nr.）：無し（ 1944年9月16日もしくは20日、ドイツ海軍から武装親衛隊へ移籍したフランス人義勇兵。1941年下旬から1943年初旬まではドイツ陸軍反共フランス義勇軍団（LVF）の下士官）

### 階級

#### ドイツ陸軍反共フランス義勇軍団
- 上級伍長（Obergefreiter）もしくは軍曹（Sergeant）[9]

#### ドイツ海軍
不明

#### 武装親衛隊
- 1944年9月以降～1945年5月　SS所属武装伍長（Waffen-Unterscharführer der SS）

### 勲章

#### ドイツ陸軍反共フランス義勇軍団
- 東部戦線従軍記章（1942年秋）
- 二級鉄十字章（1942年～1943年）

#### ドイツ海軍
不明

#### 武装親衛隊
- 一級鉄十字章（1945年2月25日）
- 騎士鉄十字章（1945年4月29日） ※ヨーロッパにおける第二次世界大戦末期の1945年4月末・ベルリン市街戦で騎士鉄十字章授与を約束された数名の武装親衛隊フランス人義勇兵のうち、戦時中に実際に騎士鉄十字章を拝受・佩用した唯一のフランス人[6]。

## 文献

### 英語
- Robert Forbes « FOR EUROPE : The French Volunteers of the Waffen-SS » U.K.: Helion & Company, 2006. ISBN 1-874622-68-X
- Richard Landwehr « French Volunteers of the Waffen-SS » United States of America : Siegrunen Publications / Merriam Press, 2006. ISBN 1-57638-275-3
- Tony Le Tissier « SS-Charlemagne : The 33rd Waffen-Grenadier Division of the SS » South Yorkshire : Pen & Sword Books, 2010. ISBN 978-1-84884-231-1

### ドイツ語
- Patrick Agte « Europas Freiwillige der Waffen-SS : Biographien aller Inhaber des Ritterkreuzes, des Deutschen Kreuzes in Gold, der Ehrenblattspange und der Nahkampfspange in Gold, die keine Deutschen waren » Deutschland : Munin Verlag, 2000. ISBN 3-9807215-0-7
- Ernst-Günther Krätschmer « Die Ritterkreuzträger der Waffen-SS »
  - Coburg, Deutschland : NATION EUROPA VERLAG, 2003.(第5版) ISBN 3-920677-43-9
  - Gedruckt, Österreich : Edition Zeitgeschichte, 2012.(第6版：2012年度新装改訂版) ISBN 978-3-942145-14-5

### フランス語
- Jean Mabire « La Division Charlemagne : Sur le front de l'Est 1944-1945 » réédition : Grancher, 2005. ISBN 2-7339-0915-0
- Jean Mabire « Mourir à Berlin » réédition : Grancher, 1995. ISBN 978-2-7339-1149-5
- Pierre Rostaing « Le prix d'un serment » réédition : Éditions du Paillon, 2008. ISBN 978-2-9531445-0-5
- Georges Bernage « BERLIN 1945 - L'agonie du Reich » HEIMDAL, 2010. ISBN 978-2-84048-262-8
- Grégory Bouysse « Waffen-SS Français volume 1 : officiers » lulu, 2011. ISBN 978-1-4475-9358-4
- Grégory Bouysse « Waffen-SS Français volume 2 » lulu, 2011. ISBN 978-1-4709-2911-4

### 日本語
- アントニー・ビーヴァー（著）, Antony Beevor（原著）, 川上 洸（訳） 『ベルリン陥落 1945』（白水社、2004年） ISBN 4-560-02600-9
- ヴィル・フェイ（著）, Will Fey（原著）, 梅本弘（翻訳） 『SS戦車隊・下』（大日本絵画、1994年） ISBN 4-499-22630-9
- 高橋慶史『続 ラスト・オブ・カンプフグルッペ』（大日本絵画、2005年） ISBN 4-499-22748-8